# Pycreus okavangensis
Pycreus okavangensis är en halvgräsart som beskrevs av Dieter Podlech. Pycreus okavangensis ingår i släktet Pycreus och familjen halvgräs. Inga underarter finns listade i Catalogue of Life.